# マラヤ山
マラヤ山（マラヤさん、Malaya Mountains）は、『マツヤ・プラーナ』、『クールマ・プラーナ』、『ヴィシュヌ・プラーナ』、『ラーマーヤナ』、『マハーバーラタ』などの、ヒンドゥー教の聖典で言及されている山。
『マツヤ・プラーナ』によると、大洪水の際、マヌ王の巨大な船が災害の後にマラヤ山の頂上に停泊していた。
この山は、現在のケーララ州である西ガーツ山脈の最南端（マンガルール地域から始まる南側）を形成したと考えられている。